# St. Sylvester (Harthofen)

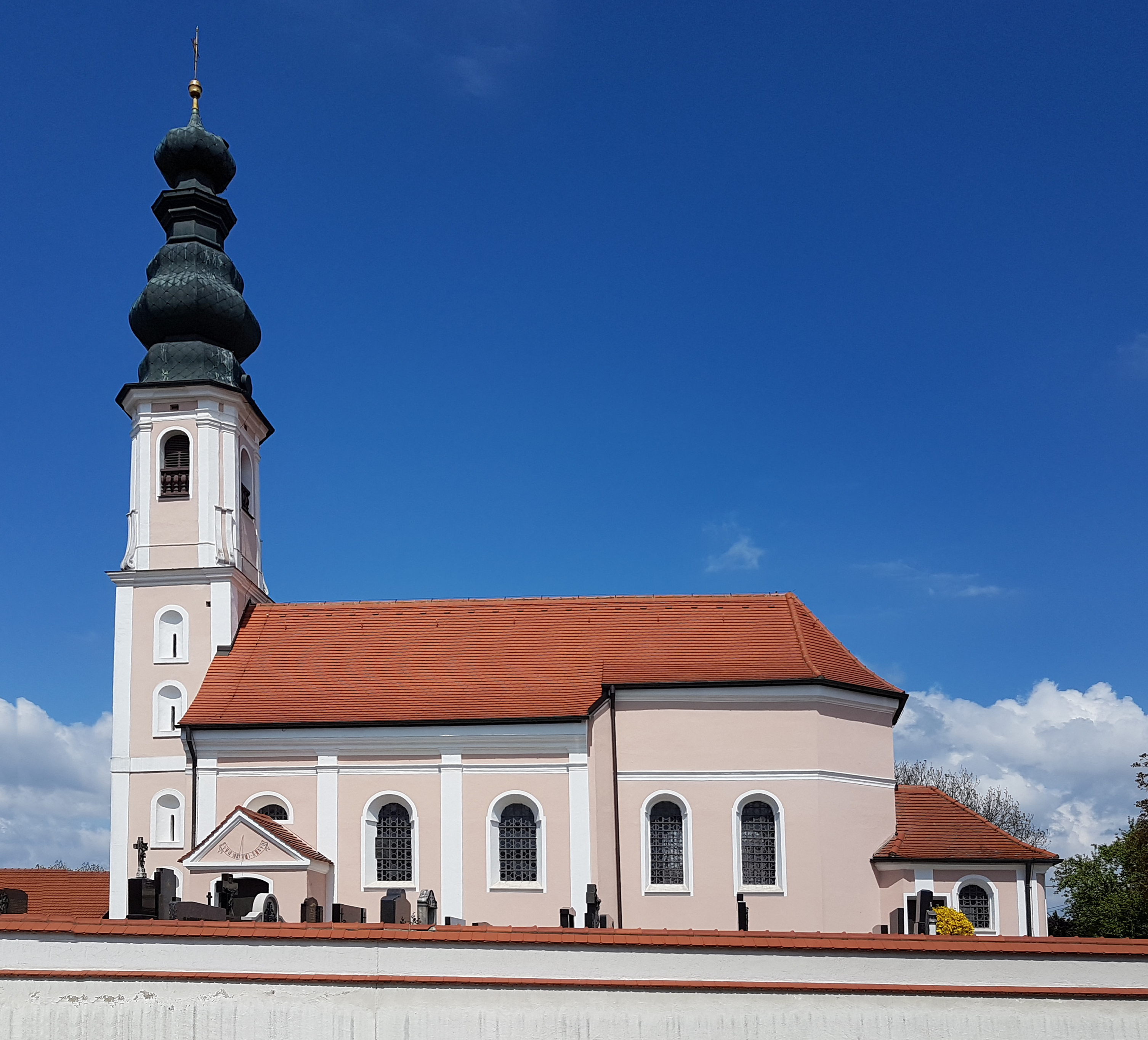
St. Sylvester in Harthofen

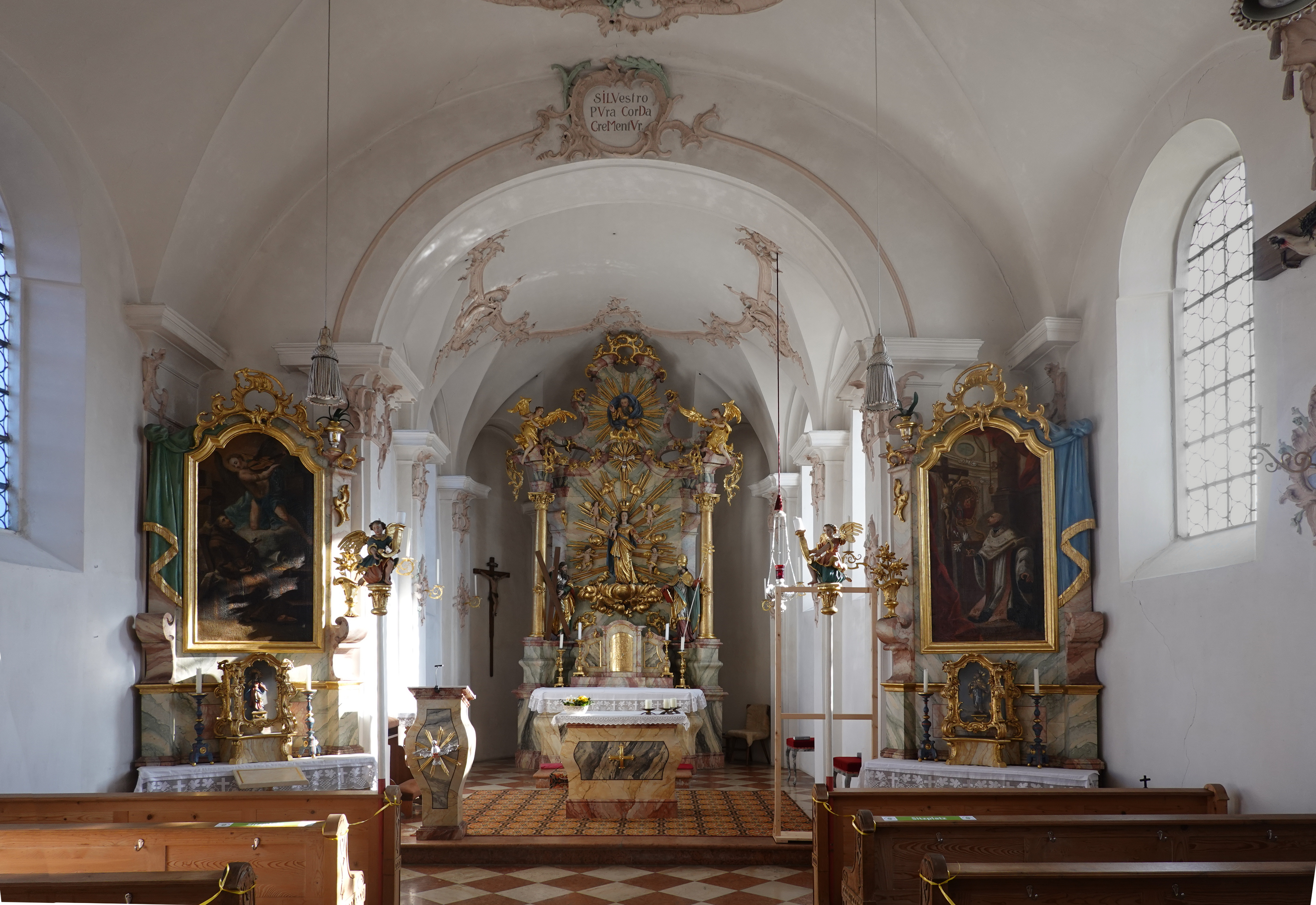
Hochaltar und Seitenaltäre

Die römisch-katholische Filialkirche St. Sylvester steht in Harthofen, einem Gemeindeteil von Pastetten im oberbayerischen Landkreis Erding. Das Bauwerk ist in der Liste der Baudenkmäler in Pastetten als Baudenkmal unter der Nr. D-1-77-135-10 eingetragen. Die Kirche gehört zum Dekanat Erding im Erzbistum München und Freising.

## Beschreibung
Die im Kern ältere Saalkirche wurde 1766 von Johann Baptist Lethner barock umgestaltet. Sie besteht aus dem Langhaus, das mit Pilastern in drei Joche gegliedert ist, dem eingezogenen, dreiseitig geschlossenen Chor im Osten, der Sakristei an der Stirnwand des Chors und dem Kirchturm auf quadratischem Grundriss im Westen vor der Fassade. Das Obergeschoss des Turms mit abgeschrägten, durch doppelte Pilaster betonten Ecken enthält den Glockenstuhl und ist mit einer Welschen Haube bedeckt.
In den Jahren 2008/2009 wurde die Kirche grundlegend renoviert. Den Abschluss dieser Arbeiten feierte die Gemeinde am 18. Oktober 2009 mit einem von Weihbischof Bernhard Haßlberger zelebrierten Festgottesdienst.
Der Stuck im mit einem Stichkappengewölbe überspannten Innenraum wird Johann Anton Pader zugeschrieben. Die Altäre wurden nach 1770 von Matthias Fackler gebaut. Der Hochaltar wird von den Skulpturen des  Apostels Andreas und des heiligen Silvesters flankiert. Sein Retabel ist mit einem Marienbildnis gestaltet.